# 福德漢姆路車站 (IND匯集線)
福德漢姆路車站（英語：Fordham Road station）是紐約地鐵IND匯集線的快車地鐵站，位於紐約市其中一個最大的購物區，大廣場及福德漢姆路，設有D線（任何時候停站）及B線（僅繁忙時段停站）列車服務。

## 車站結構
| G        | 街道層                | 出入口                                                                                   |
| M        | 夾層                  | 閘機、車站詢問處                                                                         |
| P 月台層 | 北行                  | 尖峰時段往貝德福德公園林蔭路（王橋路） · 離峰時段往諾伍德-205街（王橋路）                |
| P 月台層 | 島式月台，左/右側開門 |                                                                                          |
| P 月台層 | 尖峰特快              | 黃昏尖峰時段往諾伍德-205街（王橋路） · 早上尖峰時段往康尼島-斯提威爾大道（特雷蒙特大道） |
| P 月台層 | 島式月台，右側開門    |                                                                                          |
| P 月台層 | \| \| 北端牆壁 \|     |                                                                                          |
| P 月台層 | 島式月台，左側開門    |                                                                                          |
| P 月台層 | 南行                  | 尖峰時段往布萊頓海灘（182-183街） · 離峰時段往康尼島-斯提威爾大道（182-183街）           |
|          | 北端牆壁              |                                                                                          |

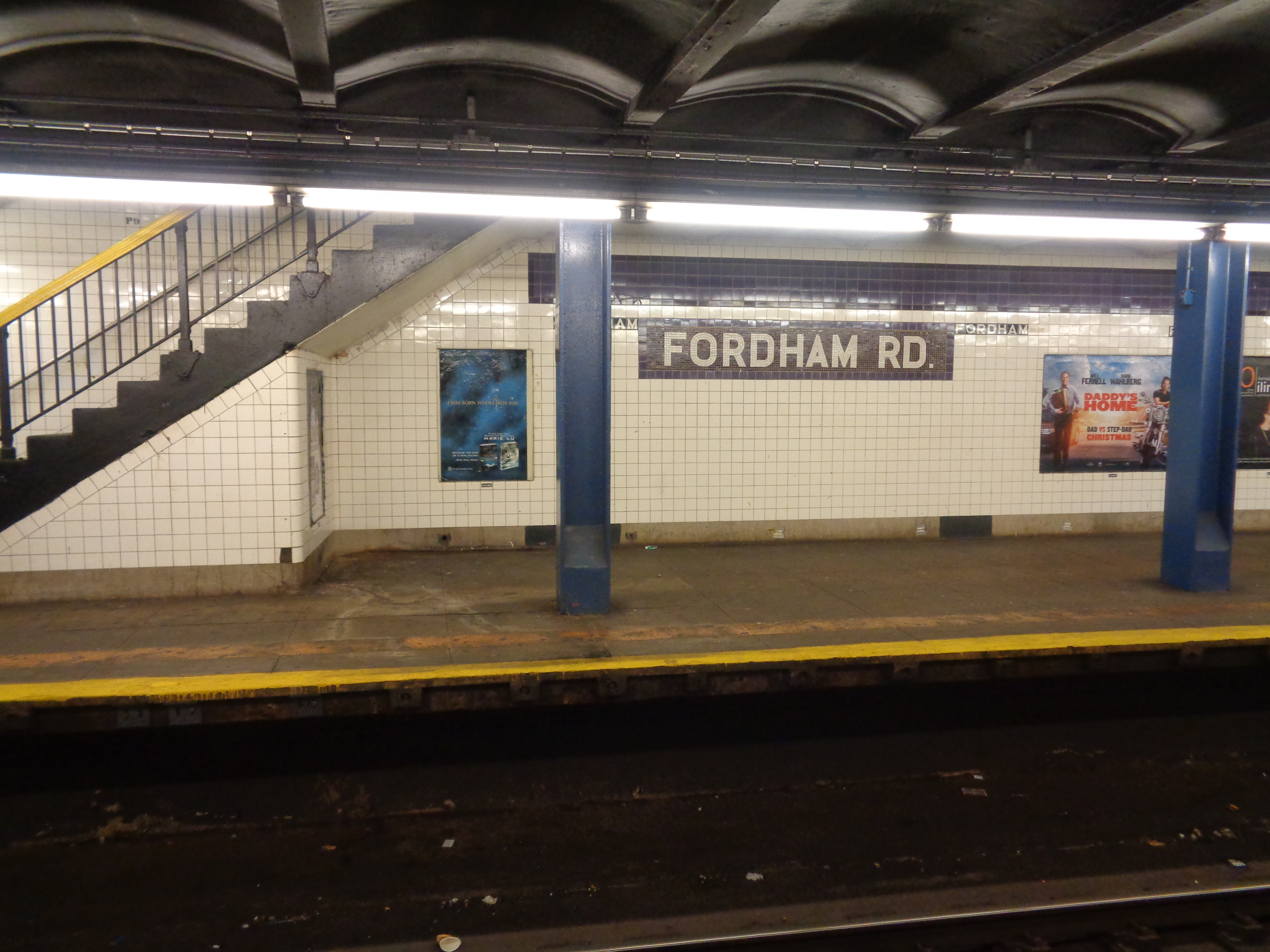
南行月台曼哈頓快車部分的馬賽克

福德漢姆路按空間來說是匯集線的最大車站。南行島式月台在車站北端變寬，並設有一堵牆分成兩半，製造出兩個「側式月台」。北行島式月台與地鐵其他車站類似。。

## 位置
車站位於福德漢姆路商業改善區，是市內第三大的購物區，由第三大道和韋布斯特大道，西至傑羅姆大道。福德漢姆路和大廣場的西北角自1933年至1992年間是Alexander's百貨店（福德漢姆廣場2號） 。此站距離福德漢姆廣場（購物區東端）和福德漢姆大學的玫瑰丘校園較近。

## 外部連結
- nycsubway.org—IND Concourse: Fordham Road
- Station Reporter — B Train
- Station Reporter — D Train
- The Subway Nut — Fordham Road Pictures （页面存档备份，存于）
- Fordham Road entrance from Google Maps Street View （页面存档备份，存于）
- 188th Street entrance from Google Maps Street View （页面存档备份，存于）
- Platforms from Google Maps Street View （页面存档备份，存于）